# Nhện gié
Nhện gié (Danh pháp khoa học: Steneotarsonemus spinki) hay còn gọi tên khác là Bệnh cạo gió là một loại nhện trong họ Arachnida. Chúng là loại hại cây lúa

## Đặc điểm
Nhện hại lúa có kích thước rất nhỏ. Quan sát kỹ sẽ thấy nhện tạo một lớp mạng bằng tơ rất mỏng. Trứng rất nhỏ màu trắng đục, đẻ rải rác trong một quần thể nhện phía trong bẹ lá. Nhện non cơ thể nhọn, dài, chỉ có 3 cặp chân. Nhện trưởng thành có 4 cặp chân, cơ thể không phân đốt rõ ràng. Vòng đời chúng kéo dài từ 10-12 ngày. Nhện sống tập trung trong bẹ lá phần trên mặt nước, khi mật độ cao mới bò lên bông lúa. Một nhện trưởng thành cái đẻ khoảng 50 trứng, những trứng không thụ tinh trở thành con đực.Nhện phát triển thích hợp trong điều kiện thời tiết nóng và khô. 

## Gây hại
Nhện chích hút nhựa ở bẹ lá, cuống bông, cuống gié và vỏ bông lúa trước khi trỗ. Trên bẹ lá tạo thành những sọc thối đen kéo dài, làm bẹ lá có màu thâm nâu như bã trầu. Khi lúa có đòng nhện hút nhựa đòng làm bông lúa trỗ ra có nhiều hạt lép hoặc lép cả bông. Hạt lúa bị nhện hại co xoắn lại và biến màu vàng nhạt. Khi mật độ cao nhện bò lên bông lúa hút nhựa và tiếp tục gây lép một số hạt. Nhện thường mang theo bào tử nấm gây bệnh thối bẹ lúa. Ở Việt Nam, Nhện gié là một trong những dịch hại phổ biến trên lúa trong những năm gần đây và có khuynh hướng lan rộng ra một số vùng trồng lúa ở nước, đặc biệt là khu vực đồng bằng sông Cửu Long.